# Bundesautobahn 32
Die Bundesautobahn 32 (Abkürzung: BAB 32) – Kurzform: Autobahn 32 (Abkürzung: A 32) – war eine geplante Autobahn, die von Schwarmstedt über Celle und Wolfsburg zur damaligen Grenze mit der DDR nördlich von Helmstedt führen sollte.

## Planungsgeschichte
Der 1971 verabschiedete Bedarfsplan zum Gesetz über den Ausbau der Bundesfernstraßen in den Jahren 1971 bis 1985 sah vor, die B 214 zwischen der Anschlussstelle Schwarmstedt an der A 7, Celle und der Kreuzung mit der Bundesstraße 188 bei Uetze vierstreifig zu errichten. Die B 188 sollte zwischen dieser Kreuzung bei Uetze, Gifhorn, Wolfsburg und der innerdeutschen Grenze bei Seggerde ebenfalls autobahnähnlich neu errichtet werden. Als bereits einbahnig unter Verkehr waren der Abschnitt der B 214 zwischen Jeversen und Hambühren sowie eine kurze Strecke der B 188 süd- und östlich Wolfsburg-Alt-Wolfsburg verzeichnet. Dabei waren die Teilstrecken Schwarmstedt–Celle–Gifhorn sowie Wolfsburg–Velpke (B 244) in die Dringlichkeitsstufe II, der Abschnitt Gifhorn–Wolfsburg in die Dringlichkeitsstufe I und die Verbindung Velpke–innerdeutsche Grenze in die Dringlichkeitsstufe III eingeordnet.
Mit der Neustrukturierung des Netzes der Bundesautobahnen, die mit Wirkung vom 1. Januar 1975 eingeführt wurde, erhielt der Streckenzug Schwarmstedt–Celle–Gifhorn–Wolfsburg–innerdeutsche Grenze die einheitliche Bezeichnung Bundesautobahn 32. Allerdings wurde dabei die Streckenführung verändert: Die Autobahn sollte nicht mehr nördlich, sondern südlich um Celle verlaufen und sodann entlang der Aller direkt nach Gifhorn geführt werden.
Im Jahre 1976 war im Netzplan die Umgehung von Celle auf einer gemeinsamen Trasse mit der A 37 nördlich und östlich der Stadt enthalten. Das Gesetz zur Änderung des Gesetzes über den Ausbau der Bundesfernstraßen in den Jahren 1971 bis 1985 vom 5. August 1976 führte jedoch zur Herabstufung der Dringlichkeit nahezu der gesamten Strecke in den weiteren Bedarf. Lediglich die Umgehung von Celle war einbahnig der Dringlichkeitsstufe Ia zugeordnet.
Mit dem 2. Gesetz zur Änderung des Gesetzes über den Ausbau der Bundesfernstraßen in den Jahren 1971 bis 1985 vom 25. August 1980 kam das Aus für das Autobahnprojekt. Lediglich die Ortsumgehung Celle sowie die Strecke Wolfsburg-Warmenau und -Kästorf waren noch von den Planungen übrig geblieben. Dabei blieb es auch nach dem 3. Gesetz zur Änderung des Fernstraßenausbaugesetzes vom 21. April 1986. Nach der deutschen Wiedervereinigung stieg zwar die Bedeutung der Ost-West-Verbindungen erheblich an. Zu einer Wiederaufnahme der A 32 in den Bedarfsplan des Vierten Gesetzes zur Änderung des Fernstraßenausbaugesetzes vom 15. November 1993 kam es indes nicht. Einerseits war der sechsstreifige Ausbau der A 2 vorgenommen, andererseits erschien dem Gesetzgeber die Schaffung von Ortsumgehungen (OU) an B 214 und B 188 als ausreichend. Zusätzlich wurden daher nur die OU Vorsfelde und die Neubaustrecke Danndorf–Oebisfelde aufgenommen.
Die Bundesverkehrswegepläne seit 2003 enthalten die A 32 nicht mehr.